# خشاب (حسيني)
خشاب (بالفارسية: خشاب) هي منطقة سكنية تقع في إيران في قسم حسيني الريفي. يقدر عدد سكانها بـ 424 نسمة بحسب إحصاء 2016.